# Walther von Wrochem
Walther Karl Ernst von Wrochem (* 9. Mai 1848 in Ohlau; † 19. Oktober 1907 in Liegnitz) war ein preußischer Generalmajor.

## Leben

### Herkunft
Walther entstammte der II. Linie des schlesischen Uradelsgeschlecht von Wrochem. Er war der Sohn des preußischen Landrats Karl von Wrochem (1809–1872) und dessen Ehefrau Agnes, geborene Freiin von der Recke (1826–1916). Zu seinen sechs Geschwistern zählten der preußische Generalmajor Arthur von Wrochem (1847–1921) sowie die beiden Generalleutnante Hans (1853–1914) und Alfred von Wrochem (1857–1915). Die Schwester Elisabeth war mit dem preußischen Generalleutnant Werner von Heynitz (1854–1928) verheiratet.

### Militärkarriere
Wrochem trat während des Deutschen Krieges am 18. Juni 1866 in das Ersatz-Bataillon des 3. Garde-Grenadier-Regiments Königin Elisabeth der Preußischen Armee ein. Er avancierte bis Anfang März 1868 zum Sekondeleutnant und war während des Krieges gegen Frankreich 1870/71 zum 1. Garde-Grenadier-Landwehr-Regiment kommandiert. Mit dem Verband beteiligte sich Wrochem an den Belagerungen von Straßburg und Paris. Für sein Wirken wurde er mit dem Eisernen Kreuz II. Klasse ausgezeichnet.
Nach dem Friedensschluss war Wrochem von März 1873 bis September 1875 Adjutant des II. Bataillons und rückte zwischenzeitlich zum Premierleutnant auf. Ab dem 1. April 1876 wurde er für drei Jahre als Kompanieoffizier zur Unteroffizierschule Jülich kommandiert. Am 30. August 1881 folgte unter Beförderung zum Hauptmann seine Ernennung zum Chef der 10. Kompanie.
Durch Kabinettsorder vom 22. März 1889 schied Wrochem zum 1. April 1889 aus der Armee aus und wurde mit einem Patent vom 30. August 1880 als Kompaniechef im I. Seebataillon angestellt. Dort stieg er Ende März des Folgejahres zum überzähligen Major auf und war ab dem 8. April 1890 als Vorstand des Bekleidungsamtes Kiel tätig. Zum 17. November 1891 schied er aus der Marineinfanterie aus und wurde mit seinem Patent als Major und Kommandeur des I. Bataillons im 5. Thüringischen Infanterie-Regiment Nr. 94 (Großherzog von Sachsen) wieder in die Armee angestellt. In dieser Stellung am 20. Mai 1896 zum Oberstleutnant befördert, kam Wrochem Mitte Juni 1896 nach Meiningen zum Stab des 2. Thüringischen Infanterie-Regiments Nr. 32. Daran schloss sich vom 10. September 1898 bis zum 21. April 1902 eine Verwendung als Oberst und Kommandeur des Grenadier-Regiments „König Friedrich Wilhelm II.“ (1. Schlesisches) Nr. 10 in Schweidnitz an. Anschließend ernannte man ihn unter Beförderung zum Generalmajor zum Kommandeur der in Ostrowo stationierten 77. Infanterie-Brigade. In Genehmigung seines Abschiedgesuches wurde Wrochem am 18. Juni 1903 mit Pension zur Disposition gestellt und Wilhelm II. verlieh ihm den Roten Adlerorden II. Klasse mit Eichenlaub. Er war Rechtsritter des Johanniterordens.

### Familie
Wrochem hatte sich am 9. Januar 1882 in Berlin mit Hedwig Freiin von Lyncker (* 1851) verheiratet. Aus der Ehe ging die Tochter Erika (1882–1921) hervor.